# کاشکاکوو
کاشکاکوو (انگلیسی: Kashkakovo) یک شهرک در شهرستان تاتیشلینسکی استان باشقیرستان کشور روسیه است.